# 常用國字標準字體表
中華民國教育部在1973年（民國62年）委託臺灣師範大學國文研究所成立專案小組，負責研訂國民常用字及標準字體。經長期的研訂和試用，在1982年（民國71年）正式啟用《常用國字標準字體表》，共計收錄4808個字。在1996年（民國85年），教育部公佈《常用國字標準字體筆順手冊》，用國字標準字體說明常用字的筆順。

## 教育部正字及異體字表
中華民國教育部頒布的國字標準字體以及異體字，如下：
- 常用國字標準字體表，簡稱甲表，ISBN 9789570906646，教育部於1978年5月印行，內附「教育部社會教育司委託國立臺灣師範大學國文研究所研訂常用國字及標準字體總報告」。收到各界意見修訂後，委由正中書局於1979年6月出版，於1982年9月1日作為常用字和字體標準正式啟用，內收4808字。
- 次常用國字標準字體表，簡稱乙表，ISBN 9786660913003，於1982年10月印行，12月出版的次常用字和字體標準，內收6341字。1993年公佈的《國字標準字體楷書母稿》中，次常用字為6343字。在最新版的《異體字字典》附錄，次常用字更訂為6329字[3]。
- 罕用國字標準字體表，簡稱丙表，ISBN 9786660913010，於1983年10月印行，隔年4月出版的的罕用字和字體標準，內收18388字。在最新版的《異體字字典》附錄，罕用字更訂為18318字。
- 異體國字字表，簡稱丁表，於1984年3月印行的異體字標準，內收異體18588字，補遺22字。在最新版的《異體字字典》附錄，收異體字74381字。

教育部國家教育研究院負責維護的《異體字字典》附錄收有〈正字表〉。該表依據教育部常用字、次常用字、罕用字三個標準字體表訂定；遇有具獨立音義而三字表未收之字形，則補收為新正字。聯綿詞為描摹語音而設，故有多種字形，其異形之用字，原則上均視為獨立正字，除非文獻明示正異關係或字構可見孳乳線索。據《異體字字典》正式七版（2024年）所收正字編錄，計收29920字。

## 研訂方法

### 常用國字標準字體表（甲表）
1973年2月，由「國字整理小組」擴編的「常用國字編纂處」在林尹、周何、李鍌、陳新雄、李殿魁、張文彬、大成、王熙元、胡自逢、許錟輝、黃永武、黃慶萱等文字學學者的領導下，著手進行常用標準國字的整理工作。其收字及選字標準為，從中文大辭典編纂處 「總字表」（49905字）、師大國文研究所「常用字表」（2408字）及教育部「國民學校常用字彙表」（4864字）中，合併統計其總出現次數，再參酌各方意見修訂而成。
- 總字表：從《中文大辭典》、《辭源》等十五種參考工具書[註 1]，調查所出現的字，最後再累計某一單字於此十五種出現的次數，作為選字的參考。

- 常用字表：利用國高中教科書、《聯合報》、《國語日報》、《讀者文摘》等當代書刊雜誌[註 2]，擇要抽樣調查最常用字，作為選取常用字之參考。

- 常用字資料來源及其出現次數表：從「總字表」出現次較多之字挑選出7980字，結合「常用字表」，並合併「國民學校常用字彙表」[註 3]之字頻統計。

- 國民常用字調查表：以「常用字資料來源及其出現次數表」選定之7980字為基礎，將「常用字表」與「國民學校常用字彙表」二者出現次的總和作為總出現次。依出現總次的高低排序，合併正俗字，選出其中最常用的4708字製成，此為初步統計結果。1978年（民國67年）教育部參酌各方意見將字表增訂至4808字，定名為《常用國字標準字體表》。

### 次常用國字標準字體表（乙表）
編纂團隊繼續研訂出次常用國字10740字。在參酌各方意見後，依使用頻率，區分為《次常用國字標準字體表》（乙表）6341字（含單位詞9字）以及《罕用字體表》（丙表）4399字。甲、乙、丙三表之異體字，則另立《異體字表》（丁表）來收納，以便檢索查找。
乙表的選字原則為：
- 凡十三經、四史、《楚辭》、《文選》、《淮南子》、《老子》、《莊子》、《荀子》、《韓非子》、《呂氏春秋》、《管子》等書用字。
- 以《中文大辭典》為根據，再參酌其他辭書，凡某字之詞頭次數超過兩次以上者。
- 現代學術專業或地方性用字，經討論決定者。

### 罕用國字標準字體表（丙表）
編纂團隊研議擴充《罕用字體表》，丙表從原本的4399字增加為18388字（若含附錄字18字、補遺74字，則為18480字）。
《丙表》擴充之收字審定原則為：
- 凡具有獨立音義，不屬於甲乙兩表之異體字者。
- 若為一字多體，以合於六書、出現時代較早或筆劃較不繁瑣者優先。
- 凡屬姓氏、化學元素名、地名、水名等專有名詞，雖為他字之異體字，然以專有名詞不能兩通，故皆獨立為罕用正字。
- 複音詞或聯綿字，兩字並收，如：誩、𠮳𠮴。
- 凡音義不全或構形難解之訛字，概不收入。

## 字元編碼及字體電腦化
1980至1987年間，由中研院中美科學學術合作委員會與文建會（後升格為文化部）贊助的「資訊應用國字整理小組」發布《中文資訊交換碼》，納編53940個漢字，包括：正體常用字4808、正體備用字17032、異體常用備用字11517和正體罕用字20583。正體常用字即為《常用國字標準字體表》的4808字。
1986年，中央標準局公佈《通用漢字標準交換碼》（後更名為《中文標準交換碼》）納編「常用及次常用字」，共計13051字，成為中文資訊處理交換碼納編字數的國家標準。該標準的第一字面字集（5401字）編入《常用國字標準字體表》及常見的「國中小教科書常用字」，第二字面字集（7650字）編入《次常用國字標準字體表》及使用頻率較高的「罕用國字」。《中文標準交換碼》日後陸續擴編，目前大約有96600多個漢字。繁體中文資訊處理編碼的業界標準五大專案碼則是以《通用漢字標準交換碼》的前身「常用字碼集」為藍本而設計，於1983年12月推出。
教育部在公開招標評比後，於1991年委託華康科技公司製作《常用字表》及《次常用字表》楷、宋、黑、隸等體的電腦母稿。1993年6月，教育部公布了《國字標準字體楷書母稿》及《國字標準字體宋體母稿》。隔年，教育部發布其電子字型檔。1998年公布《國字標準字體方體母稿》（方體指不含圓體的黑體）和《國字隸書母稿》。1999年公布《國字標準字體宋體母稿增補編》。

## 其他
1972年，交通大學教授林樹和資訊科學學者謝清俊合作，發表《中文電腦基本用字》的研究。該研究整理了過去十一種關於中文字的用字統計資料，並以社會通用語料為範疇，共計蒐集了8532個不同的中文字（另有異體字作為參照字形，計597字）。依出現頻率，劃分為四個等級：最常用字1857字、次常用字2068字、間用字2182字，以及罕用字2425字。
1973 年，中華文化復興運動推行委員會成立「標準行書研究委員會」，研訂手寫簡筆字（稱為行書）的標準。於1977年完成《標準行書範本》，後交由臺灣書店印行。1979年由教育部公告，試用三年後啟用。《範本》列出4010個常用字（實收3998字），並旁附印刷楷體字形。
1993年，中央研究院中文詞知識庫小組利用「中文新聞語料庫」（擷取1990-91年的聯合報、中國時報、自由時報及天下雜誌）編製了《新聞語料字頻統計表》，並依注音編製成索引，於1995年出版《注音檢索現代漢語字頻表》，共計5666字。
1996年，教育部公佈《常用國字標準字體筆順手冊》。2008年，教育部公布「常用國字標準字體筆順學習網」試用版，2010年發布正式版，收錄4808個常用字及37個注音符號的筆順。2020年參酌《國語辭典簡編本》擴充至6057字，並更名為「國字標準字體筆順學習網」。2024年參酌《國語小字典》，再擴充至6063字。
1997年，教育部出版《國語辭典簡編本編輯資料字詞頻統計報告》，該研究是為編輯《國語辭典簡編本》而抽取1992-93年的報刊雜誌、暢銷書和國中小國文課本，進行字頻和詞頻統計，並和《常用國字標準字體表》加以比較。該份統計報告的字頻表共收錄了5731字。
1998年，教育部出版《八十四年常用語詞調查報告書》，蒐集了民國八十四年（1995年）之語料樣本，進行字頻和詞頻統計，並和《常用國字標準字體表》加以比較。教育部之後陸續出版民國八十五年、八十六年、八十七年之《常用語詞調查報告書》。1999年又出版《八十七年口語語料調查報告書》，蒐集口語語料樣本，其字頻表收字3788字。
2000年，教育部出版《國小學童常用字詞調查報告書》，該研究對當時（1998-99年）國小學童的常用讀物進行字頻和詞頻統計，並和《常用國字標準字體表》加以比較，其字頻表共收錄5021字。該報告書後來編纂為《教育部常用字庫辭典》，成為教育部識字量測驗的資料庫來源。
2012年，中華文化總會推出中華語文知識庫，其「漢字源流彙編」收錄常用漢字3000字，並依次列舉甲骨文、金文、 戰國文字、小篆、隸書、楷書六種字體，說明漢字形體之演變。
2013年，教育部委託國家教育研究院推動「建置應用語料庫及標準體系」的華語文教育計畫。研究團隊召開多次學者專家的諮詢會議，又依據「臺灣華語文語料庫」的統計成果並徵求資深華語文教師的意見，在2020年完成了「臺灣華語文能力基準」的訂定，作為非母語人士學習華語的能力指標及分級標準之憑據。該指標分為三等七級，其字表部份總計收錄3100字。
2018年，國家教育研究院出版《九十九年常用語詞調查報告書》和《一○○至一○四年常用語詞調查報告書》，採錄民國99年（2010年），以及民國100至104年的語料，進行字頻和詞頻統計，並和《常用國字標準字體表》加以比較。以2015年為例，其字頻表收錄5289字，字頻10以上的字數為3404字，而《常用國字標準字體表》未收錄但字頻達10以上之高頻字，共計117字。另外，在2010年至2015年各年度的字頻表中，字頻10以上的字數，介於3269字至3410字之間。與教育部《常用國字標準字體表》比較，每年均出現而未收錄於該表的高頻字有21個。
2020年，國家教育研究院出版《解讀新聞字詞：新聞媒體常用語詞調查（105-107年）》，將常用語詞調查從多類型文本的抽樣轉變為對新聞文本的大數據分析，針對報導文章進行字頻和詞頻統計。國教院陸續出版了後續年度的《解讀新聞字詞：新聞媒體常用語詞調查》，其中有些年度調查會和《常用國字標準字體表》加以比較。「2010年至2015年」與「2016年至2020年」兩期間的調查，雖採樣來源和規模不同，但各年度常用字仍大致在3300字至3400字左右。2010年至2020年的共同常用字為2861字，再和《常用國字標準字體表》比較，兩者的共同收錄字為2824字。

## 標準、課綱和華語考試
根據教育部在1994年委託執行的「我國失學國民脫盲識字標準及脫盲識字字彙之研究」，台灣一般成人日常生活所需之基本字彙為2328字，基本字為1659字，次基本字為669字。凡解讀日常生活基本字彙之能力在 470 個字以下者，列為「不識字」；能認 870 個字以上，而未達 1680 字者為「半識字」；能認 1680 字，並具有書寫日常生活之簡單應用文字能力者為「識字者」，可視為脫離文盲。
十二年國民基本教育課程綱要（108課綱）規定在第一學習階段（國小 1-2 年級）認識常用國字至少 1000 字，使用 700 字。第二學習階段（國小 3-4 年級）認識常用國字至少 1800 字，使用 1200 字。第三學習階段（國小 5-6 年級）認識常用國字至少 2700 字，使用 2200 字。第四學習階段（國中 7-9 年級）認識國字至少 4500 字，使用 3500 字。
華語文能力測驗所參照的臺灣華語文能力基準（TBCL），是為外國人學習華語所制定，規定基礎（1-3級）要瞭解246～801個漢字，進階（4-5級）要瞭解1300～1900個漢字，精熟（6-7級）要瞭解2500～3100個漢字。

## 外部連結

### 字表
- 《常用國字標準字體表》（4808字） （页面存档备份，存于）
- 《常用國字標準字體表》（4808字）Execl檔案
- 《異體字字典》正字表（29920字）
- 《中文標準交換碼》第一字面（5401字） （页面存档备份，存于）
- 《教育部常用字庫辭典》（5021字） （页面存档备份，存于）
- 「國字標準字體筆順學習網」所收國字（6063 字） （页面存档备份，存于）
- 「華語文能力基準」漢字表（3100字） （页面存档备份，存于）
- 「漢字源流」常用漢字（3000字） （页面存档备份，存于）

### 筆順
- 國字標準字體筆順學習網 （页面存档备份，存于）
- 筆順字典 - 國字筆順查詢筆順動畫演示漢字筆順學習網 （页面存档备份，存于）

### 其他
- 國字標準字體教師手冊 （页面存档备份，存于）
- 教育部語文成果網 - 字形類 （页面存档备份，存于）
- 日本・中国・台湾・香港・韓国の常用漢字と漢字コード （页面存档备份，存于） （日語）